# San Juan de Ulúa, Veracruz
San Juan de Ulúa är en ort i Mexiko.   Den ligger i kommunen Las Choapas och delstaten Veracruz, i den sydöstra delen av landet, 600 km öster om huvudstaden Mexico City. San Juan de Ulúa ligger 26 meter över havet och antalet invånare är 170.
Terrängen runt San Juan de Ulúa är platt. Runt San Juan de Ulúa är det ganska glesbefolkat, med 29 invånare per kvadratkilometer. Närmaste större samhälle är Francisco Martínez Gaytán, 12,2 km nordost om San Juan de Ulúa. Omgivningarna runt San Juan de Ulúa är en mosaik av jordbruksmark och naturlig växtlighet.